# Глушенков Віктор Володимирович
Віктор Володимирович Глушенков (4 вересня 1960, Москва, СРСР — 24 грудня 2005) — радянський і російський хокеїст,,захисник, Переможець двох молодіжних чемпіонатів світу. Майстер спорту міжнародного класу.

## Біографічні відомості
Вихованець СДЮШОР московського «Динамо». Переможець молодіжної першості СРСР 1979 року. Срібний призер юніорського чемпіонату Європи 1978 року. Переможець двох молодіжних першостей світу (1979, 1980). Найбільш відомими серед його партнерів стали олімпійські чемпіони Володимир Крутов, Ігор Ларіонов і Сергій Свєтлов.
8 березня 1979 року провів перший матч у вищій лізі чемпіонату СРСР проти клубу «Крила Рад» (поразка 3:7). За московське «Динамо» виступав до 1996 року (з перервами). Чемпіон СРСР 1991 року, воладар кубка Міжнаціональної хокейної ліги. Всього за клуб у вищій лізі і першості МХЛ провів 281 матч (12+19). Учасник трьох суперсерій проти клубів Національної хокейної ліги. Майстер спорту СРСР міжнародного класу. У різні роки грав у парі з Володимиром Орловим, Олегом Микульчиком, Олександром Юдіним, Олександром Карповцевым і Дмитром Сухановим.
1986 року підсилив склад одного з лідерів першої ліги — харківського «Динамо». Наступного сезону український клуб здобув путівку до елітного дивізіону, а Віктор Глушенков став кращим снайпером серед захисників команди — 14 влучних кидків. У дебютному сезоні харківяни зберегли місце у вищій лізі, а Глушенков став кращих бомбардиром серед гравців лінії захисту — 17 набраних очок (8+9). Всього за «Динамо» (Харків) у чемпіонатах СРСР зіграв 184 гри (26+29).
Також грав за команди «Дизеліст» (Пенза), «Динамо» (Мінськ), «Ільвес» (Тампере, Фінляндія), «Естерсундс» (Естерсунд, Швеція), «Динамо-Енергія» (Єкатеринбург) і «Витязь» (Чехов, Московська область). В елітних лігах національних чемпіонатів відіграв 14 сезонів — 411 (31+44).
Помер 24 грудня 2005 року. Похований на Центральному цвинтарі міста Долгопрудний (Московська область).

## Досягнення
- Чемпіон СРСР (1): 1990
- Срібний призер чемпіонату СРСР (2): 1985, 1986
- Бронзовий призер чемпіонату СРСР (1): 1983
- Володар Кубка МХЛ (1): 1996
- Срібний призер чемпіонату МХЛ (1): 1996
- Чемпіон світу серед молоді (2): 1979, 1980
- Срібний призер чемпіонату Європи серед юніорів (1): 1978
- Володар Кубка Шпенглера (1): 1983

## Статистика
У юніорській і молодіжній збірних:
| Рік  | Команда          | Турнір | Місце | І | Г | П | О | ШХ |
| ---- | ---------------- | ------ | ----- | - | - | - | - | -- |
| 1978 | СРСР (юніорська) | ЮЧЄ    |       | 5 | 1 | 1 | 2 | 6  |
| 1979 | СРСР (молодіжна) | МЧС    |       | 6 | 0 | 2 | 2 | 2  |
| 1980 | СРСР (молодіжна) | МЧС    |       | 5 | 0 | 1 | 1 | 4  |

Клубні виступи:
| Сезон   | Клуб              | Ліга       | І  | Г  | П  | О  | ШХ |
| ------- | ----------------- | ---------- | -- | -- | -- | -- | -- |
| 1978-79 | «Динамо» (Москва) | СРСР       | 2  | 0  | 0  | 0  | 0  |
| 1979-80 | «Динамо» (Москва) | СРСР       | 10 | 0  | 1  | 1  | 12 |
|         | «Дизеліст»        | СРСР-2     | 20 | 0  | 0  | 0  | 0  |
| 1980-81 | «Динамо» (Москва) | СРСР       | 23 | 1  | 0  | 1  | 6  |
| 1981-82 | «Динамо» (Мінськ) | СРСР-2     | 22 | 2  | 2  | 4  | 0  |
| 1982-83 | «Динамо» (Москва) | СРСР       | 33 | 2  | 0  | 2  | 28 |
| 1983-84 | «Динамо» (Москва) | СРСР       | 36 | 2  | 1  | 3  | 28 |
| 1984-85 | «Динамо» (Москва) | СРСР       | 39 | 2  | 2  | 4  | 22 |
| 1985-86 | «Динамо» (Москва) | СРСР       | 40 | 2  | 3  | 5  | 16 |
| 1986-87 | «Динамо» (Харків) | СРСР-2     | 52 | 4  | 7  | 11 | 40 |
| 1987-88 | «Динамо» (Харків) | СРСР-2     | 72 | 14 | 13 | 27 | 58 |
| 1988-89 | «Динамо» (Харків) | СРСР       | 24 | 4  | 2  | 6  | 20 |
|         | «Динамо» (Харків) | перехідна  | 36 | 4  | 7  | 11 | 10 |
| 1989-90 | «Динамо» (Москва) | СРСР       | 48 | 1  | 8  | 9  | 16 |
|         | «Динамо-2»        | СРСР-3     | 1  | 0  | 0  | 0  | 2  |
| 1990-91 | «Динамо» (Москва) | СРСР       | 2  | 0  | 0  | 0  | 0  |
|         | «Динамо-2»        | СРСР-3     | 2  | 0  | 0  | 0  | 2  |
|         | «Ільвес»          | Фінляндія  | 44 | 8  | 16 | 24 | 10 |
| 1991-92 | «Ільвес»          | Фінляндія  | 44 | 6  | 6  | 12 | 28 |
| 1992-93 | «Естерсундс»      | Division 2 | 10 | 2  | 8  | 10 | 18 |
|         | «Динамо-2»        | Росія-2    | 8  | 0  | 0  | 0  | 6  |
| 1994-95 | «Динамо» (Москва) | МХЛ        | 3  | 0  | 1  | 1  | 4  |
|         | «Динамо» (Москва) | плей-оф    | 13 | 1  | 1  | 2  | 4  |
|         | «Динамо-2»        | Росія-2    | 1  | 0  | 1  | 1  | 0  |
| 1995-96 | «Динамо» (Москва) | МХЛ        | 45 | 2  | 4  | 6  | 8  |
| 1996-97 | «Спарта» (Москва) | Росія-4    | 10 | 4  | 6  | 10 | 4  |
| 1997-98 | «Динамо-Енергія»  | Росія      | 5  | 0  | 0  | 0  | 0  |
|         | «Витязь» (Чехов)  | Росія-4    | 19 | 1  | 5  | 6  | 14 |
| 1998-99 | «Витязь» (Чехов)  | Росія-2    | 28 | 0  | 5  | 5  | 20 |